# Le Plessis-Lastelle
 Le Plessis-Lastelle  es una población y comuna francesa, situada en la región de Baja Normandía, departamento de Mancha, en el distrito de Coutances y cantón de Périers.

## Demografía
| 367 | 330 | 295 | 279 | 266 | 281 |
| Para los censos de 1962 a 1999 la población legal corresponde a la población sin duplicidades (Fuente: INSEE [Consultar]) |     |     |     |     |     |